# 西源
株式会社西源（にしげん）は、長野県松本市に本社がある卸・小売業で、西源やラ・ムーなどのディスカウントストアを展開している。岡山県倉敷市に本社がある大黒天物産の100%子会社。

## 概要
1863年（文久3年）滋賀近江八幡で創業。創業当時は紅、足袋、蚊帳などを取り扱う。1953年（昭和28年）に株式会社西源を設立。衣料品（学生服、スラックス類）を主に取り扱う卸売業を県内外で展開。1977年松本駅前にディスカウントストア「エースワン」をオープンし小売業へ参入する。その後、1991年に長野県松本市芳川（現本社）へ本社を移転し、西源流通団地店を開店。流通団地店開店後、ディスカウントストアに転換。2011年までに長野県内に8店舗出店する。2012年6月に岡山県倉敷市に本社がある大黒天物産のグループ企業となる。2017年長野市にラ・ムー長野店を出店し県内で9店舗運営。同年、新潟県長岡市に新潟県初出店をし、出店地域を新潟県にも拡大。西源が運営するラ・ムー出店地域は、長野県・新潟県となる。

## 店舗

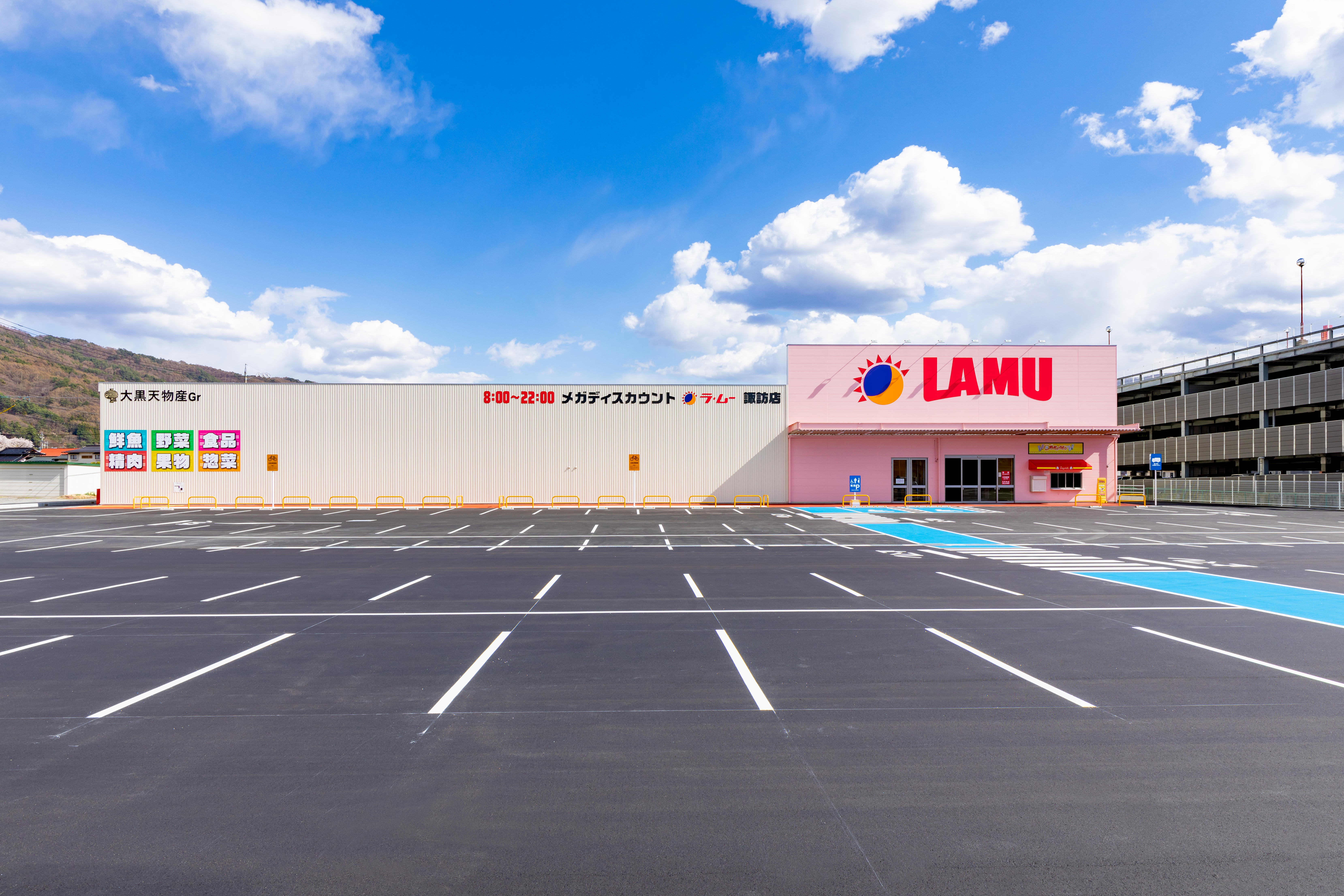
ラ・ムー諏訪店 (2021年撮影)

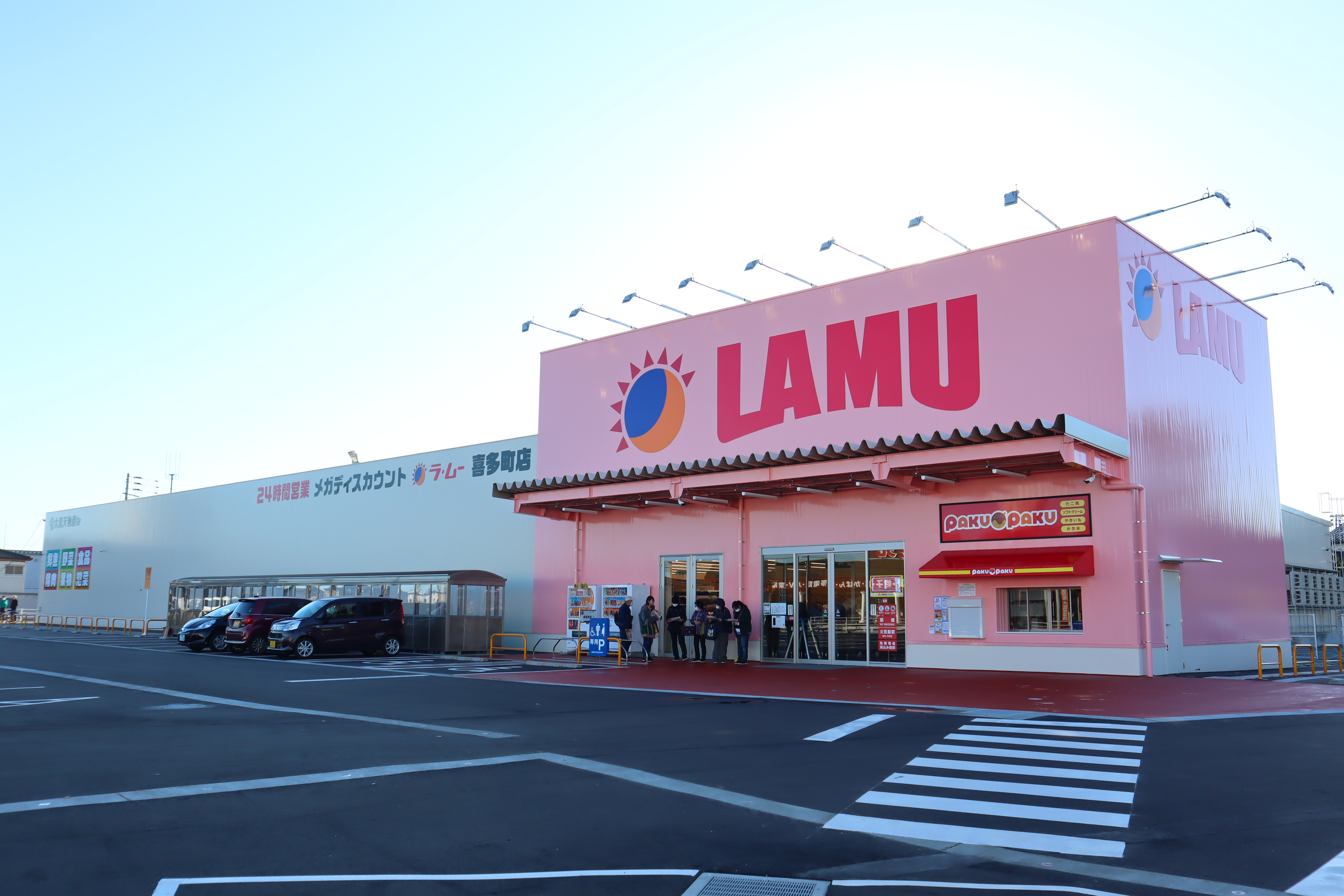
ラ・ムー喜多町店(2023年撮影)

本店以外の全店舗が大黒天物産のラ・ムーにリブランドされ、新店舗もラ・ムーとして出店している。残る本店も2024年秋にラ・ムーにリブランドされる予定。
長野県
- ラ・ムー 流通団地店
- ラ・ムー 並柳店
- ラ・ムー 梓川店
- ラ・ムー 諏訪店
- ラ・ムー 穂高店
- ラ・ムー 広丘店
- ラ・ムー 上田築地店
- ラ・ムー 須坂・長野東インター店
- ラ・ムー 長野店

新潟県
- ラ・ムー 長岡愛宕店
- ラ・ムー 燕吉田店
- ラ・ムー 亀田店
- ラ・ムー 上越モール店
- ラ・ムー 上越北店
- ラ・ムー 喜多町店